# Рипль, Вольфганг
Вольфганг Рипль (нем. Wolfgang Riepl; 14 октября 1864, Лозенрид, ныне в составе коммуны Вальдербах — 26 января 1938, Эрланген) — немецкий журналист и филолог.

## Биография
Окончил Вюрцбургский университет. Главный редактор выходившей в Нюрнберге газеты «Nürnberger Zeitung», пользовавшейся большой популярностью (тираж в 1906 г. 50 тысяч экземпляров).
Известен, в частности, диссертацией «К вопросу об истории средств связи у римлян» (нем. Beiträge zur Geschichte des Nachrichtenwesens bei den Römern), защищённой в 1911 г. в Эрлангене и опубликованной в 1913 г. (переиздание 1972) в Лейпциге под названием «Древнейшие средства связи, с преимущественным вниманием к Древнему Риму» (нем. Das Nachrichtenwesen des Altertums mit besonderer Rücksicht auf die Römer). В этом труде Рипль сформулировал правило о невытеснении новейшими медиа своих более ранних предшественников, получившее в дальнейшем название Закона Рипля.